# Buick Envision
Der Buick Envision ist ein ab 2014 gebautes SUV des Automobilherstellers Buick. Es ist das erste in China gebaute Fahrzeug von General Motors, das in Amerika verkauft wurde. Das Modell war zwischen dem Buick Encore und dem Buick Enclave positioniert.

## Modellgeschichte
Auf der Chengdu Auto Show im August 2014 wurde das Fahrzeug erstmals öffentlich gezeigt. Es wurde ab Ende 2014 von Shanghai GM in China gebaut und ab Oktober 2014 dort verkauft.
Am 4. Dezember 2015 gab Buick bekannt, dass das Fahrzeug ab Herbst 2016 auch in den USA verkauft werde. Es debütierte dort auf der North American International Auto Show (NAIAS) im Januar 2016 in Detroit.
Für China wurde die Modellpflege im November 2017 vorgestellt; im Februar 2018 erfolgte sie für das im Herbst beginnende Modelljahr 2019 des nordamerikanischen Marktes.

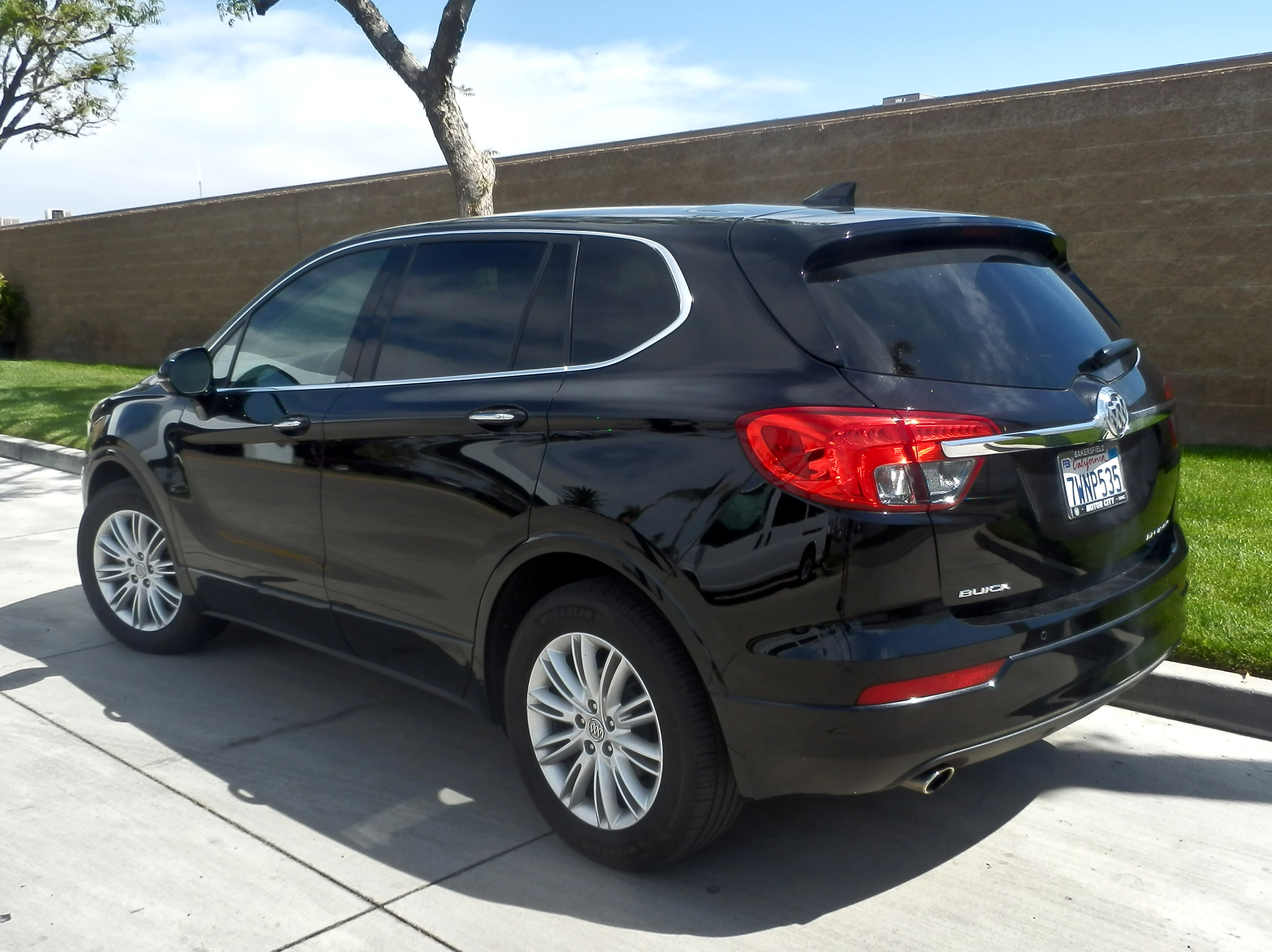
Heckansicht
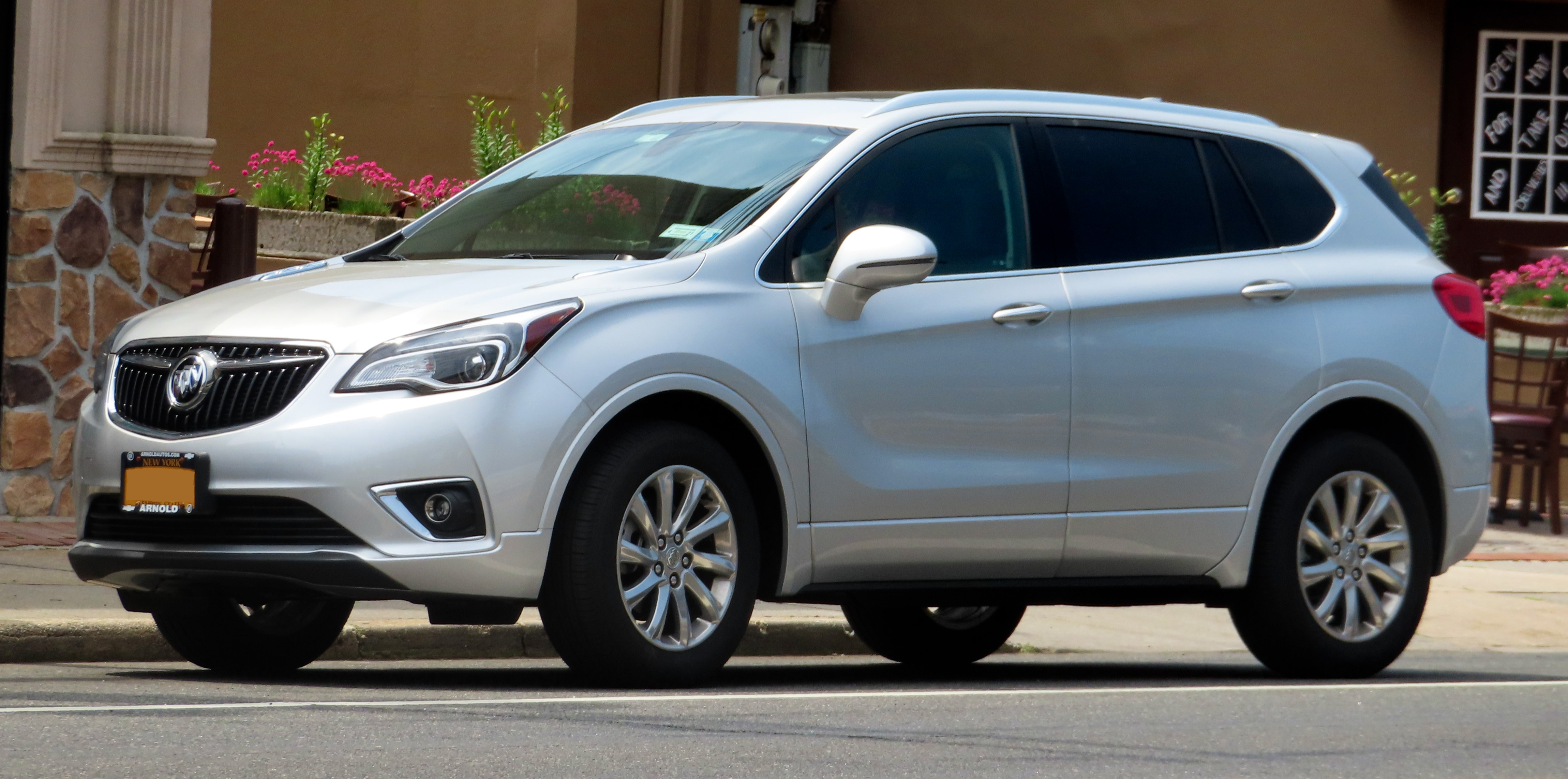
Buick Envision (2018–2021)
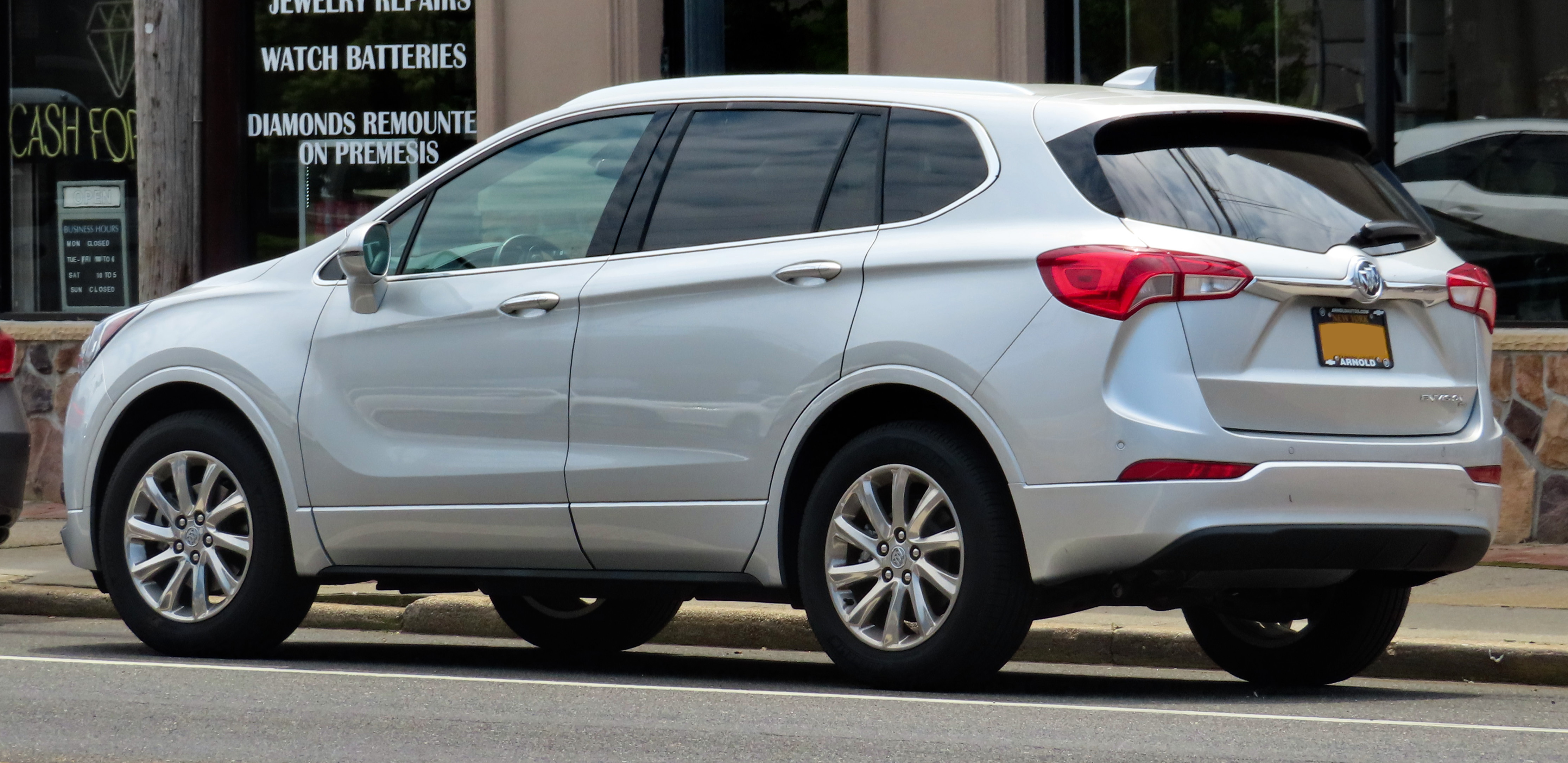
Heckansicht

## Motoren
In den Vereinigten Staaten wird das Fahrzeug mit einem 2,0-Liter-Ottomotor mit Turbolader, der maximal 186 kW (253 PS) leistet oder ab Modelljahr 2017 mit einem 2,5-l-Ottomotor und einer maximalen Nutzleistung von 147 kW (200 PS), ausgeliefert.
In China hingegen wird es von einem 1,5-l-Ottomotor mit einer maximalen Leistung von 124 kW bzw. von einem 2,0-l-Ottomotor mit 191 kW maximaler Leistung angetrieben.

## Technische Daten
|                                            | 1.5                            | 2.5                      | 2.0                      | 2.0                      | 2.0                      | 2.0                      |
| ------------------------------------------ | ------------------------------ | ------------------------ | ------------------------ | ------------------------ | ------------------------ | ------------------------ |
| Bauzeitraum                                | 2014–2021                      | 2016–2020                | 2016–2018                | 2018–2020                | 2014–2017                | 2017–2021                |
| Markt                                      | China                          | Nordamerika              | Nordamerika              | Nordamerika              | China                    | China                    |
| Motorkenndaten                             |                                |                          |                          |                          |                          |                          |
| Motorart                                   | Ottomotor                      | Ottomotor                | Ottomotor                | Ottomotor                | Ottomotor                | Ottomotor                |
| Motorbauart                                | Reihen-Vierzylinder            | Reihen-Vierzylinder      | Reihen-Vierzylinder      | Reihen-Vierzylinder      | Reihen-Vierzylinder      | Reihen-Vierzylinder      |
| Motoraufladung                             | Turbolader                     | –                        | Turbolader               | Turbolader               | Turbolader               | Turbolader               |
| Hubraum                                    | 1490 cm³                       | 2457 cm³                 | 1998 cm³                 | 1998 cm³                 | 1998 cm³                 | 1998 cm³                 |
| max. Leistung bei min−1                    | 124 kW (169 PS) / 5600         | 147 kW (200 PS) / 6300   | 186 kW (253 PS) / 5500   | 185 kW (252 PS) / 5500   | 191 kW (260 PS) / 5500   | 191 kW (260 PS) / 5500   |
| max. Drehmoment bei min−1                  | 250 Nm / 1700–4400             | 269 Nm / 4400            | 352 Nm / 2000            | 400 Nm / 3000            | 353 Nm / 2000–5300       | 400 Nm / 3000–4000       |
| Kraftübertragung                           |                                |                          |                          |                          |                          |                          |
| Antrieb, serienmäßig                       | Vorderradantrieb               | Vorderradantrieb         | Allradantrieb            | Allradantrieb            | Allradantrieb            | Allradantrieb            |
| Antrieb, optional                          | (Allradantrieb)                | (Allradantrieb)          | —                        | —                        | —                        | —                        |
| Getriebe, serienmäßig                      | 7-Gang-Doppelkupplungsgetriebe | 6-Gang-Automatikgetriebe | 6-Gang-Automatikgetriebe | 9-Gang-Automatikgetriebe | 6-Gang-Automatikgetriebe | 9-Gang-Automatikgetriebe |
| Messwerte                                  |                                |                          |                          |                          |                          |                          |
| Höchstgeschwindigkeit                      | 190 km/h (185 km/h)            |                          |                          |                          | 210 km/h                 | 210 km/h                 |
| Beschleunigung, 0–100 km/h                 | 10,3 s (10,9 s)                |                          |                          |                          | 8,4 s                    | 8,2 s                    |
| Kraftstoffverbrauch auf 100 km, kombiniert | 6,6 l Super (7,4 l Super)      |                          |                          |                          | 8,8 l Super              | 8,6–8,8 l Super          |
| Tankinhalt                                 | 66 l                           | 66 l                     | 66 l                     | 66 l                     | 66 l                     | 66 l                     |

- Werte in runden Klammern gelten für Fahrzeuge mit optionalem Antrieb.